# جفت‌شدن سونوگاشیرا
جفت‌شدن سونوگاشیرا(به انگلیسی: Sonogashira coupling) گونه‌ای از واکنش جفت‌شدن در شیمی آلی است که در آن یک آلکین و یک آریل یا وینیل هالید در حضور کاتالیزور پالادیم، با یکدیگر واکنش داده و تشکیل یک آلکین استخلافی را می‌دهد. این واکنش در سال ۱۹۷۵ توسط شیمیدان ژاپنی کنکیچی سونوگاشیرا کشف شد.

## سازوکار واکنش
اگر چه سازوکار واکنش سونوگاشیرا به طور کامل شناخته شده نیست اما می‌توان سازوکار زیر را برای آن پیشنهاد داد: